# André Bastian
André Bastian (* 1. Juni 1969 in Hamburg) ist deutscher Theaterregisseur, Dramaturg, Übersetzer, Lehrer und Autor.

## Leben
Nach Abitur (1988) und Zivildienst nahm Bastian 1991 in seiner Geburtsstadt Hamburg das Studium der Geschichte, Philosophie und Romanistik auf und wechselte 1992 an die Universität Granada (Spanien), an der er 1998 seinen Magister Artium in Spanischer Sprache und Literatur, Philosophie und Kunstgeschichte absolvierte.
Während seines Studiums in Spanien begann er mit ersten Inszenierungen beim Centro Dramático Elvira. Zurück in Deutschland führten ihn Regieassistenzen an die Westfälischen Kammerspiele Paderborn und an die Landesbühne Hannover (Gerhard Weber, Rolf Heiermann, Hartmut H. Forche u. a.). Dort inszenierte er sechs Produktionen, u. a. Yasmina Rezas Kunst (2002) in Zusammenarbeit mit dem Sprengel-Museum (Hannover) und die Rap-Bearbeitung eines modernen Wedekindklassikers als Frühlings Erwachen 2003 (2003) mit Freestyle-Rapper Spax.
Von 2003 bis 2006 war Bastian als Spielleiter und Dramaturg am Theater Reutlingen Die Tonne beschäftigt. In dieser Zeit lieferte er Inszenierungen zahlreicher Stücke von Beckett bis Shakespeare ab und weckte im Jahr des Nobelpreises für die österreichische Schriftstellerin Elfriede Jelinek mit einer Inszenierung des Dreiteilers Prinzessinnendramen I–III bei Kritik wie Publikum besondere Aufmerksamkeit.
Während seiner Zeit in Reutlingen übersetzte und inszenierte André Bastian ebenfalls das spanische Barockdrama Mit Frauen ist nicht zu scherzen von Antonio Mira de Amescua und initiierte ein interdisziplinäres Theaterprojekt zum Thema Jugendkultur und Authentizität. Als Ergebnis dieser Kooperation aus einem Autorenteam (André Bastian, Jörg Schade und Spax), dem Institut für Erziehungswissenschaft der Universität Tübingen, dem Friedrich-List-Gymnasium Reutlingen und dem Theater Reutlingen entstand die Produktion faker – Ein Jugendstück mit Rap (2006).
Zwischen 2006 und 2020 lebte André Bastian als freier Regisseur, Übersetzer und Autor in Melbourne (Australien). Zudem unterrichtete er seit 2007 an der University of Melbourne und an der Monash University in den Bereichen Spanisch, Deutsch, Pädagogik und Dramaturgie. 2014 wurde er an der Monash University mit einer Arbeit zum Thema „Recovering Jelinek for the English-Speaking Stage -- Problems of Intercultural Transfer in Elfriede Jelinek's Plays and Theatrical Strategies to Fill the 'Gap of Translation'“ promoviert. Im Rahmen dieses Projekts inszenierte Bastian 2011 Princess Dramas: Snow White (I). Sleeping Beauty(II). Jackie (IV) von Elfriede Jelinek als erstes Werk der österreichischen Autorin in Australien.
Seit 2020 lebt Bastian als Gymnasiallehrer in Mecklenburg-Vorpommern und unterrichtet an der KGS Altentreptow Spanisch, Darstellendes Spiel und Englisch.

## Inszenierungen

### La Mama Theatre, Melbourne (Australien)
- Samuel Beckett: Beckett’s Shorts – Five Short Plays by S. Beckett. Ausstattung: Peter Mumford. Prem.: 14. April 2009
- Werner Schwab: Holy Mothers (Die Präsidentinnen) (AUE). Ausstattung: Peter Mumford. Prem.: 20. Februar 2019

### Schlosstheater Celle
- Walter Jens nach Euripides: Der Untergang nach den Troerinnen. Ausstattung: Manfred Breitenfellner. Prem.: 19. November 2010
- Tom Lycos und Stefo Nantsou: Stones. Ausstattung: Manfred Breitenfellner. Premiere: 19. Februar 2009

### Red Stitch Actors Theatre, Melbourne (Australien)
- Elfriede Jelinek: Princess Dramas: Snow White (I), Sleeping Beauty (II), Jackie (IV) (AUE). Ausstattung: Peter Mumford. Prem.: 10. Juni 2011
- Christian Lollike: The Work of Wonder or The Re-Mohammed-Ty Show (AUE). Ausstattung: Peter Mumford. Prem.: 21. Nov. 2008

### Theater Reutlingen Die Tonne
- André Bastian, Jörg Schade u. Spax: faker! – Ein Jugendstück mit Rap. Ausstattung: Tijen Berber. Prem.: 17. März 2006
- William Shakespeare: Richard II. Ausstattung: Michael Bachmann. Prem.: 20. Okt. 2005
- Elfriede Jelinek: Prinzessinnendramen I-III. Ausstattung: Tijen Berber. Prem.: 14. Apr. 2005
- Marsha Norman: Nacht, Mutter. Ausstattung: Tijen Berber. Prem: 30. Sept. 2004
- Antonio Mira de Amescua: Mit Frauen ist nicht zu scherzen (DSE). Übersetzung: André Bastian. Ausstattung: Michael Bachmann. Prem.: 10. Jun. 2004
- Samuel Beckett: Glückliche Tage. Ausstattung: Tijen Berber. Prem.: 10. Sept. 2003

### Landesbühne Hannover
- George Bernard Shaw: Helden. Ausstattung: Christina Wachendorff. Prem.: 10. Jan. 2004
- Frank Wedekind/Spax: Frühlings Erwachen 2003. Ausstattung: Peter Gross. Prem.: 20. März 2003
- Agatha Christie: Zeugin der Anklage. Ausstattung: Michael Bachmann. Prem.: 30. Okt. 2002
- Peter Oppermann n. Karel Čapek: Wie ein Theaterstück entsteht. Ausstattung: André Bastian. Prem.: Sept. 2003
- Yasmina Reza: Kunst. Ausstattung: André Bastian. Prem.: 23. Feb. 2002
- Peter Blaikner: Ritter Kamenbert. Musik. Kinderstück. Ausstattung: Johanna Maria Fischer. Choreogr.: Peter Andreas Landerl. Musik. Ltg.: Andreas Unsicker. Prem. Staffel rot/blau: 14./22. Nov. 2001
- Israel Horovitz: Der Indianer will zur Bronx. Ausstattung: André Bastian. Schirmherrschaft: Niedersächsisches Justizministerium u. Konrad-Adenauer-Stiftung: Prem.: 30. April 2001

### Centro Dramático Elvira
- Max Aub: Tres obras cortas: Los muertos. Uno de tantos. Dramoncillo. Co-Regie mit Chabela G. Roa. Prem.: 24. Oktober 1997
- Mira de Amescua: No hay burlas con las mujeres. Im Auftrag des Int. Kongresses ü. Mira de Amescua und das spanische Theater des 17. Jahrhunderts. Prem.: 28. Okt. 1994

## Übersetzungen
- Luis García Montero: Die Zeit ist kein Fluss – Dreiundsechzig Gedichte. München/Berlin: Aphaia Verlag, 2020.
- R. Johns: Das Geburtstagsbuch des Todes (The Birthday Book of Death). 2015 (2017).
- R. Johns: Black Box 149. (Black Box 149). 2012 (2015).
- Brooke Robinson: Gefahr im Blick. (Dangerous Lenses). 2012 (2014).
- Tom Holloway: Himmelroter Morgen. (Red Sky Morning). 2008 (2009).
- Antonio Mira de Amescua: Mit Frauen ist nicht zu scherzen. (No hay burlas con las mujeres). 1630? (2003).

## Stücke
- André Bastian, Jörg Schade u. Spax: faker! – Ein Jugendstück mit Rap. 2006

## Veröffentlichungen (Bücher)
- André Bastian (Hg.): Elfriede Jelinek Goes Australia – Indigenising an Austrian Nobel Prize Winner. North Melbourne: Australian Scholarly Publishing, 2017.
- André Bastian: Staging Elfriede Jelinek in Australia – Poetics, Ethics, Politics. St. Ingbert: Röhrig Universitätsverlag, 2016.